# Maisoniças
Maisoniças (en francès Maisonnisses) és una comuna (municipi) de França, a la regió de la Nova Aquitània, departament de la Cruesa. La seva població al cens de 1999 era de 213 habitants. Està integrada a la Communauté de communes du Pays du Cruesa Thaurion Gartempe.

## Demografia
| 1968 | 1975 | 1982 | 1990 | 1999 |
| ---- | ---- | ---- | ---- | ---- |
| 284  | 265  | 189  | 206  | 213  |

## Administració
| Període | Identitat    | Partit |
| ------- | ------------ | ------ |
| 2001-   | Serge Meaume | PS     |